# سیارک ۲۳۸۰۴
سیارک ۲۳۸۰۴ (به انگلیسی: 23804 Haber، نامگذاری:1998QR39) بیست و سه هزار و هشتصد و چهارمین سیارک کشف شده‌است که در ۱۷ اوت ۱۹۹۸ کشف شد.
قدر مطلق سیارک برابر ۱۶.۲ است.